# R. A. Diederichs (Pianofortefabrik)
R. A. Diederichs (weitere Handelsnamen: russisch: Братья Дидерихс, „Gebrüder Diederichs“ oder „Diederichs Freres“) ist ein ehemaliger Hersteller von Konzertpianos und Flügeln aus Sankt Petersburg. Es war Russlands älteste Klavierfabrik mit Gründungsdatum 1810 und der Einstellung der Produktion 1918. Sein letzter technischer Leiter Ernst Ihse gründete später die Estonia Klavierfabrik in Tallinn.

## Geschichte
Im Jahr 1810 wurde in St. Petersburg Russlands erste Klavierfabrik gegründet. Der aus dem Herzogtum Braunschweig stammende Handwerker Friedrich Diederichs (1779–1846) betrieb zunächst eine kleine Werkstatt mit einem Arbeiter. Diese lag im Haus No. 47/13 (jetzt die Hausnummer 41) an der Kreuzung der 2. Linie mit dem mittleren Prospekt der Wassiljewski-Insel.
Von den erfolgreichen Anfängen im Klavierbau dauerte es dank gesteigerten Absatzes zwei Jahre, bis sich die Zahl der Arbeitnehmer auf 15 erhöhte. Diederichs erwarb 1822 seine Fabrikationsgebäude.
Die ersten Instrumente von Friedrich Diederichs waren exakte Kopien der Wiener Modelle, wie sie von Johann Andreas Stein in der Tradition von Silbermann gebaut wurden. Sie waren graziler in der Bauart als die englischen Klaviere. Sie hatten einen schmalen, länglichen Korpus, ein paar Streben und eine Metallplatte zur Befestigung der hinteren Enden der Saiten. Neben der Art der Wiener Klaviere in der ersten Hälfte des Jahrhunderts produzierte das Werk Diederichs rechteckige oder Tafelklaviere mit horizontaler Mechanik. Eines dieser Instrumente ist unter der Inventarnummer 284 im Museum des Petersburger Instituts für Theater, Musik und Kamera archiviert.
Im Mai 1829 stellte Diederichs ein Klavier auf der ersten All-Russischen Messe in St. Petersburg aus. Der Preis seines Instruments lag deutlich unter dem seiner Mitstreiter. Im Jahr 1840 erweiterte Diederichs seine Produktionsstätten. Neben den bereits bestehenden zwei Gebäuden entlang der Middle Avenue wurden ein vierstöckiges Gebäude und ein Gebäude im Hinterhof errichtet.
Im Jahre 1846, nach dem Tod von F. Diederichs, übernahm seine Witwe die Geschäfte für 22 Jahre. 1868 übergab sie das Unternehmen dem ältesten Sohn Robert Fedorovich Diederichs (1836–1893), der eine technische Ausbildung erhalten hatte. Er nahm sofort Verbesserungen der selbst hergestellten Werkzeuge und Arbeitsabläufe vor. 1870 nahm er erfolgreich an der Landesausstellung teil.
Anschließend trat auch Roberts jüngerer Bruder, Andrei F. Diederichs (1838–1904), in die Firma ein, der auch ein Kenner der Klavierproduktion  war, und leistete wesentliche Beiträge zur Verbesserung der Qualität der Instrumente.
1878 wurde Diederichs Klavierfabrik umbenannt in „Gebrüder R. und A. Diederichs“. Die Produktqualität wurde kontinuierlich verbessert und veraltete Modelle wurden ausgelistet. Das trug zum Anstieg der Nachfrage bei. Schließlich entschied man sich, die Produktions- und Geschäftsräume zu erweitern. Fortan gab es einen repräsentativen Laden auf dem Vladimirsky Prospect 8. Zur gleichen Zeit erwarben die Brüder ein benachbartes Fabrikgebäude und ein Stück Land auf der 13. Zeile der Wassiljewski-Insel.
In den frühen 1870er Jahren wurden 40 bis 50 Instrumente im Jahr produziert, 1881 hatten sich die Zahlen auf 200 Flügel und Klaviere und mehr als 50 Mitarbeiter  erhöht.
Zur gleichen Zeit stellte man den Betrieb auf eine Dampfmaschine mit einer Kapazität von 6 Pferdestärken um.
1882 begann das Unternehmen mit der Produktion von Konzertflügeln mit siebeneinhalb Oktaven (gängige Form der Wiener Modelle), allerdings in einem modernen amerikanischen Design mit Quersaiten, und erzeugte gleichzeitig auch noch Salon- und Tafelklaviere. Bis Ende der 1880er Jahre gewannen die Instrumente der Brüder Diederichs wiederholt bei in- und ausländischen Ausstellungen unter anderem drei Gold-, drei Silber- und eine Bronzemedaille. Im August 1893 starb Robert Diederichs, und die Firma wurde alleiniges Eigentum seines jüngeren Bruders Andrei.
Zwischen 1895 und 1898 erfolgte ein kompletter Umbau des Unternehmens. Das wichtigste Produktionsgebäude wurde erweitert und renoviert; es wurde ein neues vierstöckiges Fabrikgebäude errichtet und eine Reihe von Büros, Scheunen und Schuppen für die Lagerung von Material wurden gebaut. Die Leistung der Dampfmaschine wurde 1895 verdoppelt. Als technischer Leiter des Unternehmens ernannte A. Diederichs einen sehr erfahrenen Meister der Klavierproduktion, FE Kalninga.
1893 stieg die Produktion auf 600 Instrumente pro Jahr. Man konzentrierte sich auf Kostenersparnisse, um den Markt der breiten Masse der Verbraucher zu gewinnen. Diese Leistungen des Unternehmens nach der Umstrukturierung wurden auf einer ganzen Reihe von Industrieausstellungen geschätzt. Im Jahr 1896, in der Nationalen Industrieausstellung in Nizhny Novgorod, erhielt das Unternehmen die höchste Auszeichnung für Leistungen auf dem Gebiet der heimischen Industrie – sie durften nun den russischen Doppeladler auf ihren Klavieren abbilden. Bei der Weltausstellung Paris 1900 wurde die Fabrik mit einem Grand Prix ausgezeichnet.
Nach dem Tod von Andre Diederichs übernahmen seine Söhne Andrei und Fedor die Fabrik. Die technische Seite der Arbeit war weiter Sache von FE Kalning. Im Lauf der nächsten zehn Jahre, bis zum Beginn des Ersten Weltkriegs, setzte die Firma Diederichs erfolgreich ihre Aktivitäten fort. Die Umsätze der Fabrik beliefen sich im Jahr 1908 auf 245.000 Rubel und 1913 auf 280.000 Rubel. 1908 wurden 200 Arbeiter beschäftigt.

Andrej Diederichs (ca. 1900)

Im Jahr 1910 löste sich Andrei Diederichs aus der Firma, um sein eigenes Geschäft zu gründen und höherwertige Klaviere unter dem Markennamen Andrei Diederichs zu vermieten. Dieses Geschäft lag auf dem Liteiny Prospect Nummer 60. Hier gab es neben Verkauf und Vermietung von Tasteninstrumenten eine Werkstatt und ein kleiner Konzertsaal.
In den letzten Jahren des Unternehmens leitete ein erfahrener Meister, Ernst Ihse, die Fabrik. Trotz der kurzen Schaffensperiode bei Diederichs sorgte er für eine weitreichende Verbesserung der Produktion. Während des Ersten Weltkriegs war die Produktion deutlich reduziert. 1917 arbeiteten noch 27 Mitarbeiter. Wie auch andere renommierte Klavierbauunternehmen in Sankt Petersburg, zum Beispiel die Mühlbach Pianofabrik, schloss Diedrichs 1918 die Fabrikation für immer, worauf Ihse nach Tallinn übersiedelte. Russland und insbesondere Sankt Petersburg befand sich im Russischen Bürgerkrieg.

## Auszeichnungen
- 1882: Silbermedaille bei der Allrussischen Industrie- und Kunstausstellung in Moskau unter der Schirmherrschaft des russischen Kaisers Alexander III.
- 1883: Silbermedaille bei der Remëslennaya-Ausstellung in Riga unter der Schirmherrschaft des russischen Kaisers Alexander III.
- 1883: Silbermedaille bei der InternationalenFachmesse in Amsterdam, Holland
- 1884: Goldmedaille bei der International Exhibition in Nizza, Frankreich
- 1885: Goldmedaille „Für Fleiß und Kunst“ bei der Remëslennaya-Ausstellung in St. Petersburg, Russland unter der Schirmherrschaft des russischen Kaisers Alexander III.
- 1885: Goldmedaille bei der Internationalen Weltausstellung Antwerpen, Belgien unter der Schirmherrschaft von König Leopold II. von Belgien
- 1885: Bronzemedaille bei der Internationalen Fachmesse für Innovation in London, Großbritannien
- 1896: Allrussische Industrieausstellung, Nischni Nowgorod, Russisches Reich. Staatliche Stempelmarke (Recht, den russischen Doppeladler zu führen).[3]
- 1900: Grand Prix und eine Goldmedaille bei der Pariser Weltausstellung